# Federazione di rugby a 15 di Barbados
La Federazione di rugby a 15 di Barbados (in inglese Barbados Rugby Football Union) è l'organo che governa il Rugby a 15 a Barbados.
Affiliata a World Rugby, è inclusa fra le nazionali di terzo livello senza esperienze di Coppa del Mondo.